# Teoría de subasta
Una subasta es un procedimiento de venta donde los interesados compiten entre sí para adjudicarse el bien o servicio a ser subastado. Se organiza a través de un conjunto de reglas que determinan la forma en la cual los demandantes o compradores interactúan entre sí con el fin de adquirir el producto subastado. Usualmente, durante la subasta, los demandantes ofrecen sumas de dinero que son comparadas entre sí para luego determinar quién será el ganador. Todo lo anterior, de acuerdo con unas reglas previamente establecidas y conocidas por todos. Las subastas son una alternativa a los mercados para determinar un precio de un objeto determinado.
Generalmente, el objetivo de la subasta es maximizar las ganancias o utilidades de la venta induciendo a que los compradores revelen la valoración que tienen del bien o servicio a ser subastado. Esta es una información privada (no observable) y muchas veces no existen incentivos para revelarla. Normalmente, los consumidores no manifiestan cuánto es lo máximo que están dispuestos a pagar por una mercancía con la esperanza de poder pagar un precio más reducido.

## Tipos de subasta
Hay tradicionalmente cuatro tipos de subasta que se utilizan para la asignación de un bien:
- Inglesa o ascendente: Los compradores van ofreciendo sumas de dinero crecientes hasta que el monto mayor se adjudica el bien. Quienes participan de la subasta van observado las pujas de los demás y deben decir si aumentan o no su oferta.
- Holandesa o descendente: Se parte de un valor X que se va reduciendo progresivamente. Así, cuando uno de los compradores decide parar la subasta se le adjudica el bien y tiene que pagar el precio en que ha quedado al momento en que se ha detenido la baja progresiva. En este caso, los participantes no observan las ofertas de los demás, deben decidir si detener o no la subasta teniendo en cuenta el riesgo de que otro comprador lo haga antes y se quede con el bien. La subasta holandesa es utilizada por muchos países para la emisión de letras y bonos del Estado, por ejemplo, en Estados Unidos.
- Española: También conocida como holandesa modificada. Combina subasta de precio único y de precios múltiples. Se usa cuando se subastan varios bienes, por ejemplo, al emitir letras del tesoro en España donde se reciben dos tipos de ofertas, competitivas (pujan a un precio concreto) y no competitivas (aceptan el precio final cualquiera que sea).
- De sobre cerrado a primer precio: Los participantes entregan su oferta en un sobre cerrado. Posteriormente, el organizador abre los sobres y elige el mayor precio. Los participantes no pueden observar las ofertas de los demás, lo que les deja en el dilema de ofrecer un monto menor al máximo que están dispuestos a pagar, pero que a la vez no los deje fuera de la subasta.
- De sobre cerrado a segundo precio: En esta subasta, los participantes entregan su oferta en un sobre cerrado y se la adjudicará el segundo precio más alto. Nuevamente, los participantes no conocen las ofertas de los demás participantes, pero tienen más incentivos a revelar cuánto de verdad valoran el bien o servicio a ser subastado.  Además, podemos distinguir entre estas dos categorías:
- Subasta de valor común: El valor del artículo será el mismo para cualquiera de los postores, pero estos no saben el valor en el momento de la subasta. Por ejemplo, en subastas de petróleo, el valor del crudo que se va a extraer es el mismo para todos, pero los licitadores deben estimar cuál es ese precio. Debido a que los participantes de la subasta estiman el valor con error, el que más sobreestime ese valor será el mejor postor. Lo que a veces se conoce como maldición del ganador, porque en muchos casos acabará obteniendo pérdidas.
- Subasta de valor privado: El valor que ofrece cada postor es el que precio que pagará si gana la puja. Un claro ejemplo es una subasta de arte o de coleccionables.

La mayoría de las teorías sobre subastas giran en torno a estos cuatro "modelos" de subasta. Sin embargo, otros tipos de subastas también han recibido algunos estudios académicos, tales como:
- Subasta en la que todos pagan en la que los ofertantes ponen su oferta en un sobre cerrado y lo entregan al subastador. Los sobres se abren y la persona con la puja más alta gana, pagando un precio igual a la cantidad exacta que ofertó. Todos los licitadores que pierden están obligados a efectuar un pago al subastador igual a su propia oferta. Este tipo de subasta no es habitual, pero puede ser utilizado para entender ciertos comportamientos como aquellos que se producen en las campañas electorales (en donde las ofertas pueden ser interpretadas como los gastos de campaña) o hacer cola para obtener un bien escaso (en el que la oferta es la cantidad de tiempo que se está dispuestos a permanecer en la cola).
- Subasta de única oferta
- Subasta homogénea, por ejemplo subasta de espectro (radio y televisión)
- Subasta de múltiples rondas simultáneas
- Subasta de posición, utilizada en los anuncios de buscadores de internet.

## Modelos basados en la teoría del juego
Un juego teórico de modelo de subasta es un juego matemático representado por un conjunto de jugadores, un conjunto de acciones (estrategias) a disposición de cada jugador, y un vector de premios correspondiente a cada combinación posible de las estrategias. Generalmente, los jugadores son el comprador (s) y el vendedor (s). La acción de cada jugador es un conjunto de la oferta funciones o reserva de precios s. Cada función de los mapas de la oferta del jugador valor (en el caso de un comprador) o coste (en el caso de un vendedor) a una oferta precios. Los pagos de cada jugador en virtud de una combinación de estrategias es la utilidad esperada (o espera de beneficio), de dicho jugador en virtud de que la combinación de estrategias.
Teoría de modelos de juego de las subastas y las ofertas estratégicas en general pertenecían a ninguna de las dos categorías siguientes. En una modelo de valor privado, cada participante (postor) se supone que cada uno de los competidores ofertantes obtiene un valor privado aleatorio de un distribución de probabilidad. En una valor común modelo, cada participante asume que cualquier otro participante que obtiene una señal aleatoria de una distribución de probabilidad común a todos los ofertantes. Normalmente, aunque no siempre, un modelo de valores privados se supone que los valores son independiente a través de los licitadores, mientras que un modelo de valor común por lo general supone que los valores son independientes de la común parámetro s de la distribución de probabilidad.

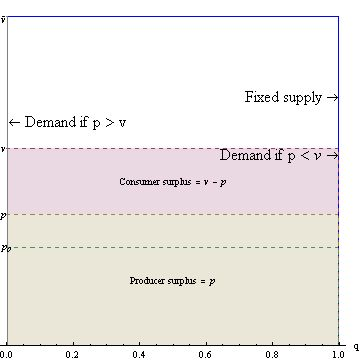
A posteriori en un simple equilibrio de mercado de las subastas.

 Cuando es necesario hacer explícitos los supuestos sobre los concursantes «valor distribución, la mayoría de los asume la investigación publicados simétrico ofertantes. Esto significa que la distribución de probabilidad de que los ofertantes obtener sus valores (o señales) son idénticos a través de los ofertantes. En un modelo de valores que asume independencia, la simetría implica que los ofertantes' valores independiente e idénticamente distribuidas (IID).
Un ejemplo importante (que no asume la independencia) es Milgrom y Weber's "en general el modelo simétrico" (1982). Una de las primeras investigaciones teóricas publicado abordar las propiedades de las subastas entre los concursantes es asimétrica Keith Waehrer de 1999 artículos. Más tarde, publicó la investigación incluyen Susan Athey' s 2001 Econométrica artículo,, así como Zamir y Reny (2004).

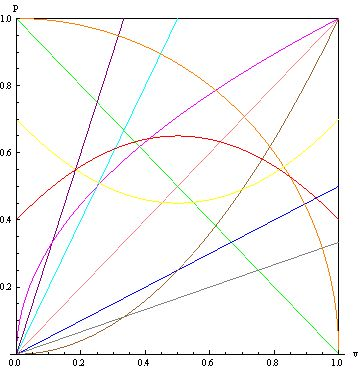
Ejemplos de estrategias (oferta de funciones), ya sea a disposición de comprador.

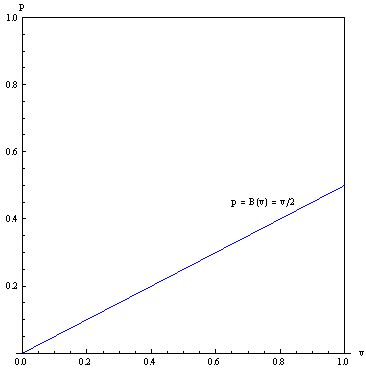
Equilibrio simétrico estrategia (función de oferta).

En un primer sencillo modelo de precios de subasta con dos ofertas de los compradores de un objeto, cada comprador puede asumir que el rival del comprador privado valor se deriva de la distribución uniforme en el intervalo [0,1], con la función de distribución acumulativa {\displaystyle F(v)=v}. (Dado que F es simétrica entre los dos compradores, este es un modelo de subasta con postores simétrico.) Suponiendo que: (i) el valor del objeto para el vendedor es 0, y (ii) el precio de reserva del vendedor también es 0, < ref> Esta hipótesis implica que el vendedor no está actuando estratégicamente, en rigor, el vendedor no es un jugador en este ejemplo. </ref> cada comprador de la utilidad esperada {\displaystyle U} en función de su oferta precio {\displaystyle p} es igual a la excedente del consumidor de que el comprador recibirá la condición de ganador {\displaystyle (v-p)}, multiplicado por la probabilidad de que él o ella se va a ser el mayor comprador con el precio de oferta. Que la probabilidad viene dada por la probabilidad de que este precio de oferta del comprador {\displaystyle p} es superior a la otra oferta de precios del comprador {\displaystyle B} (expresado como una función del valor del otro comprador {\displaystyle v_{o}}). Expresar esta probabilidad como {\displaystyle Pr\{p>B(v_{o})\}}. A continuación, {\displaystyle U(p)=(v-p)Pr\{p>B(v_{o})\}}. Supongamos que cada comprador del precio de equilibrio es monótonamente creciente en que el valor del comprador, lo que implica que la función de oferta {\displaystyle B} tiene una función inversa. Vamos {\displaystyle Y} es el inverso de {\displaystyle B}: {\displaystyle Y=B^{-1}}. Luego {\displaystyle U(p)=(v-p)Pr\{Y(p)>v_{o}\}}. Desde {\displaystyle v_{o}} se distribuye {\displaystyle F(v_{o})}, {\displaystyle Pr\{Y(p)>v_{o}\}=F(S(p))=S(p)}, lo que implica {\displaystyle U(p)=(v-p)S(p)}. La oferta de precios maximiza p U si U '(p) = 0. U diferenciación con respecto a {\displaystyle p} y ajuste a cero, {\displaystyle \,U'(p)=-Y(p)+(v-p)S(p)=0}. Dado que los compradores son simétricas, en el equilibrio que debe darse el caso de que {\displaystyle p=B(v)} o (equivalente) {\displaystyle Y(p)=v}. Por lo tanto {\displaystyle \,-Y(p)+(Y(p)-p)S(p)=0}. Una solución {\displaystyle \ sombreroY} de esta ecuación diferencial es una estrategia inversa de equilibrio de Nash de este juego. 
En este punto, se puede conjeturar que la (única) solución es la función lineal {\displaystyle \ \ sombreroY(p)=p} y {\displaystyle \ \ sombreroY'(p)=a} para algunos un número real {\displaystyle }. Sustituyendo en {\displaystyle \,U'(p)=0}, {\displaystyle -ap+(pa-p)a=0} o {\displaystyle -p+(a-1)p=0}. Para resolver un {\displaystyle } rendimientos {\displaystyle \ sombreroa=2}. Por lo tanto {\displaystyle \ sombreroY(p)=2p} cumple {\displaystyle \,U'(p)=0}. {\displaystyle \ sombreroY(p)=\ sombrerop} implica {\displaystyle \ sombreroY(p)/\ sombrerounap=}, o {\displaystyle v/\ =unsombrero\ sombreroB(v)}. Así pues, la (única) estrategia de equilibrio de Nash licitación función de este juego se establece como {\displaystyle \ sombreroB(v)=v/2}, por lo menos dentro del conjunto de funciones invertible licitación. Lebrun (1996) proporciona una prueba más general que existe un equilibrio en una primera subasta de precio cuando el azar las valoraciones de los concursantes son independientes uno de otro.

## Equivalencia de ingresos
Uno de los principales resultados de la subasta es la célebre teoría de Ingresos Teorema de Equivalencia, que establece que cualquier mecanismo de asignación subasta en la que la oferta con el mayor valor siempre gana, la oferta con el más bajo valor espera cero superávit, todos los ofertantes son neutrales y todos los concursantes se han extraído de un punto de vista estrictamente creciente atomless y distribución dará lugar a la misma los ingresos para el vendedor (y el tipo de jugador pueden esperar el mismo tipo de subastas a través de los excedentes).

## Maldición del ganador
La maldición del ganador es un fenómeno que puede ocurrir en subastas de valoración común - cuando los valores reales a los diferentes ofertantes son desconocidos pero correlacionados, y las ofertas de los licitadores hacen decisiones basadas en valores estimados. En tales casos, el ganador tenderá a ser el postor con la estimación más alta, y que frecuentemente tienen ganador oferta demasiado para subastar el tema.
En un equilibrio de ese juego, la maldición del ganador no se produce porque la cuenta de los concursantes para la parcialidad en sus estrategias de oferta. Sin embargo, los modelos de estas subastas pueden ayudar a identificar la maldición del ganador.

## Clasificación JEL
En el Journal of Economic Literature Sistema de Clasificación C7 es la clasificación para la Teoría de los juegos y la D44 es la clasificación para las subastas.